# 12.° Premios CANACINE
La 12.ª edición de los Premios CANACINE, otorgados por la Cámara Nacional de la Industria Cinematográfica y del Videograma de México, se celebró el 25 de mayo del 2016 en el Centro Cultural Roberto Cantoral en la Ciudad de México, para reconocer las mejores producciones cinematográficas nacionales durante el 2015. Mariana Treviño y Mauricio Barrientos "El diablito" fueron los anfitriones del evento.
| Predecesor: 11.° edición 2014 | Premios CANACINE 12.° edición 2015 | Sucesor: 13.° edición 2016 |

## Nominados y ganadores
Indica el ganador en cada categoría.
| Categoría                  | Nominados y ganadores                                                        |
| -------------------------- | ---------------------------------------------------------------------------- |
| Mejor Película             | El gran pequeño                                                              |
| Mejor Película             | 600 millas                                                                   |
| Mejor Película             | A la mala                                                                    |
| Mejor Película             | Ella es Ramona                                                               |
| Mejor Película             | Güeros                                                                       |
| Mejor Director             | Alejandro Gómez Monteverde - El gran pequeño                                 |
| Mejor Director             | Gabriel Ripstein - 600 millas                                                |
| Mejor Director             | Gabriel y Rodolfo Riva Palacio — Un gallo con muchos huevos                  |
| Mejor Director             | Alonso Ruizpalacios — Güeros                                                 |
| Mejor Actriz               | Sofía Espinosa - Gloria                                                      |
| Mejor Actriz               | Irene Azuela - Las oscuras primaveras                                        |
| Mejor Actriz               | Aislinn Derbez — A la mala                                                   |
| Mejor Actriz               | Isela Vega — Las horas contigo                                               |
| Mejor Actor                | Kristyan Ferrer - 600 millas ex æquo Tenoch Huerta - Güeros                  |
| Mejor Actor                | Damián Alcázar - Eddie Reynolds y los ángeles de acero                       |
| Mejor Actor                | José Carlos Ruiz — En el último trago                                        |
| Mejor Campaña Publicitaria | Un gallo con muchos huevos - Videocine                                       |
| Mejor Campaña Publicitaria | A la mala - Videocine                                                        |
| Mejor Campaña Publicitaria | Don Gato: El inicio de la pandilla - Warner                                  |
| Mejor Campaña Publicitaria | El gran pequeño - Videocine                                                  |
| Mejor Campaña Publicitaria | Gloria - Universal                                                           |
| Mejor Canción              | Suavecito de Julieta Venegas - Elvira, te daría mi vida pero la estoy usando |
| Mejor Canción              | No puedo parar de Emmanuel del Real - Las oscuras primaveras                 |
| Mejor Canción              | Solo el amor lastima así de Motel - A la mala                                |
| Mejor Canción              | Suena mamalona de Cartel de Santa - Los jefes                                |
| Mejor Promesa Femenina     | Andrea Ortega Lee - Ella es Ramona                                           |
| Mejor Promesa Femenina     | Anna Cetti - Archivo 253                                                     |
| Mejor Promesa Femenina     | Vico Escorcia - Eddie Reynolds y los ángeles de acero                        |
| Mejor Promesa Masculina    | Jakob Salvati - El gran pequeño                                              |
| Mejor Promesa Masculina    | Luis Alberti - Carmín tropical                                               |
| Mejor Promesa Masculina    | César Suárez - Los jefes                                                     |
| Mejor Película Animada     | Un gallo con muchos huevos - Gabriel y Rodolfo Riva Palacio                  |
| Mejor Película Animada     | Don Gato: El inicio de la pandilla - Andrés Couturier                        |
| Mejor Película Animada     | Guardianes de Oz - Alberto Mar                                               |
| Mejor Película Documental  | Carriére, 250 metros - Juan Carlos Rulfo                                     |
| Mejor Película Documental  | Chuy, el hombre lobo - Eva Aridjis                                           |
| Mejor Película Documental  | Un día en Ayotzinapa - Rafael Rangel                                         |
| Mejor Cortometraje         | Bosnian Dream - Sergio Flores Thorija                                        |
| Mejor Cortometraje         | ¿Has pensado en tu futuro? - Leonardo Arturo                                 |
| Mejor Cortometraje         | La teta de Botero - Humberto Busto                                           |